# Claude Pettinella
Claude Pettinella est un karatéka français né le 22 mars 1960 en Lorraine. Il est surtout connu pour avoir remporté l'épreuve de kumite individuel masculin moins de 80 kilos aux championnats d'Europe de karaté 1980, 1982 et 1984.
Il est ensuite entraîneur de l'équipe de France de karaté de 1988 à 2006.

## Résultats
| Résultat           | Date | Épreuve                   | Catégorie | Compétition                | Ville hôte                  |
| ------------------ | ---- | ------------------------- | --------- | -------------------------- | --------------------------- |
| Médaille d'argent  | 1979 | Kumite individuel - 80 kg | Seniors   | Championnats d'Europe 1979 | Helsinki, en Finlande       |
| Médaille d'or      | 1980 | Kumite individuel - 80 kg | Seniors   | Championnats d'Europe 1980 | Barcelone, en Espagne       |
| Médaille d'or      | 1980 | Kumite par équipes        | Seniors   | Championnats d'Europe 1980 | Barcelone, en Espagne       |
| Médaille de bronze | 1980 | Kumite par équipes        | Seniors   | Championnats du monde 1980 | Madrid, en Espagne          |
| Médaille d'or      | 1981 | Kumite par équipes        | Seniors   | Championnats d'Europe 1981 | Venise, en Italie           |
| Médaille de bronze | 1981 | Kumite masculin open      | Seniors   | Jeux mondiaux de 1981      | Santa Clara, aux États-Unis |
| Médaille d'or      | 1982 | Kumite individuel - 80 kg | Seniors   | Championnats d'Europe 1982 | Göteborg, en Suède          |
| Médaille d'or      | 1982 | Kumite par équipes        | Seniors   | Championnats d'Europe 1982 | Göteborg, en Suède          |
| Médaille d'or      | 1984 | Kumite individuel - 80 kg | Seniors   | Championnats d'Europe 1984 | Paris, en France            |
| Médaille d'or      | 1984 | Kumite par équipes        | Seniors   | Championnats d'Europe 1984 | Paris, en France            |
| Médaille de bronze | 1984 | Kumite par équipes        | Seniors   | Championnats du monde 1984 | Maastricht, aux Pays-Bas    |
| Médaille d'argent  | 1986 | Kumite par équipes        | Seniors   | Championnats du monde 1986 | Sydney, en Australie        |

Il est aussi sextuple champion de France de karaté, en 1980, 1982, 1983, 1984, 1986 et 1988.